# Pădurea Paniova
Pădurea Paniova este o arie protejată (sit de importanță comunitară — SCI) din România, desemnată în scopul protejării biodiversității și menținerii într-o stare de conservare favorabilă a florei spontane și faunei sălbatice, precum și a habitatelor naturale de interes comunitar aflate în arealul zonei de protecție. Aceasta se întinde pe o suprafață de 1.908,9 ha, integral pe uscat.

## Localizare
Centrul sitului Pădurea Paniova este situat la coordonatele 45°51′29″N 21°45′16″E / 45.858025°N 21.754506°E. Situl se întinde în județul Timiș, pe teritoriile administrative ale comunelor Ghizela și Secaș.

## Înființare
Situl Pădurea Paniova a fost declarat sit de importanță comunitară (ROCIC0338) în septembrie 2011 pentru a proteja un număr necunoscut de specii din flora spontană și fauna sălbatică aflate în arealul zonei.

## Biodiversitate
Situată în ecoregiunea continentală, aria protejată conține 1 habitat natural: Păduri panonice-balcanice de stejar turcesc - stejar sesil.
La baza desemnării sitului se află un număr nedeclarat de specii protejate.